# Loi sur les impôts environnementaux
Lire en ligne

(ca) LLEI 12/2014, del 10 d'octubre, de l'impost sobre l'emissió d'òxids de nitrogen a l'atmosfera produïda per l'aviació comercial, de l'impost sobre l'emissió de gasos i partícules a l'atmosfera produïda per la indústria i de l'impost sobre la producció d'energia elèctrica d'origen nuclear.

La loi sur les impôts environnementaux (en catalan Llei d'impostos ambientals) est une loi adoptée par le Parlement de Catalogne, promulguée le 10 octobre 2014. Elle crée trois nouveaux impôts environnementaux en Catalogne : l'impôt sur l'émission d'oxyde d'azote dans l'atmosphère produite par l'aviation commerciale, l'impôt sur l'émission de gaz et de particules dans l'atmosphère produite par l'industrie, et l'impôt sur la production d'énergie électrique d'origine nucléaire.
La loi est adoptée par le Parlement le 1er octobre 2014 avec 70 voix « pour » de la majorité parlementaire, CiU et ERC, 19 voix « contre » du PPC, et 44 abstentions des autres partis d'opposition : le PSC, ICV-EUiA, C's et la CUP. Les trois impôts créés doivent rapporter environ 50 millions d'euros par an à la Généralité de Catalogne, et inciter à des comportements plus respectueux de l'environnement. L'impôt sur la production d'énergie électrique d'origine nucléaire, qui représente la plus grande part des recettes espérées, est contesté par le gouvernement espagnol et annulé par le Tribunal constitutionnel en avril 2016.

## Contexte
À la suite des élections au Parlement de Catalogne de 2012, les nationalistes de Convergence et Union (CiU) et la gauche indépendantiste d'Esquerra Republicana de Catalunya (ERC) ont conclu une alliance permettant l'investiture du deuxième gouvernement d'Artur Mas. ERC conditionne son soutien au gouvernement à l'arrêt de la politique de coupes budgétaires pratiquée par le gouvernement précédent. Pour équilibrer le budget, le programme de gouvernement commun prévoit d'augmenter les recettes, notamment en créant neuf nouveaux impôts, parmi lesquels des impôts environnementaux sur les émissions polluantes et les centrales nucléaires.
Au cours de la première année de la législature, la nouvelle majorité adopte la création d'un impôt sur les dépôts bancaires en décembre 2012, et l'augmentation de l'impôt sur les transmissions patrimoniales en juillet 2013. Pour l'année 2014, le gouvernement prévoit de stabiliser la dépense publique, afin de préserver les services publics fondamentaux, et de créer plusieurs nouveaux impôts. Outre le développement de la fiscalité environnementale, il prépare le rétablissement de l'impôt sur les successions pour les hauts revenus, l'introduction de l'eurovignette pour les poids lourds, et la création d'un impôt sur les logements vides appartenant aux banques et aux promoteurs immobiliers.

## Adoption

### Projet de loi
En septembre 2013, le gouvernement adopte l'étude préliminaire d'un avant-projet de loi visant à créer trois nouveaux impôts à caractère écologique, prévus par le pacte de gouvernement de 2012 : un impôt sur les émissions polluantes de l'aviation commerciale, un impôt sur les émissions polluantes de l'industrie, et un impôt sur la production d'électricité par les centrales nucléaires. Leur objectif est double : générer des recettes budgétaires, et inciter à des comportements plus respectueux de l'environnement. Ils sont inspirés de prélèvements similaires existant dans d'autres États ou communautés autonomes. Les recettes de ces nouveaux prélèvements sont estimées à environ 50 millions d'euros par an, dont la plus grande partie par l'impôt sur les centrales nucléaires. Leur entrée en vigueur est prévue pour 2014.
L'avant-projet de loi, rendu public en décembre 2014, précise les caractéristiques des trois nouveaux impôts envisagés :
- L'impôt sur l'émission d'oxyde d'azote dans l'atmosphère produite par l'aviation commerciale taxe les émissions d'oxyde d'azote par les avions lors du décollage, de l'atterrissage et de la circulation sur la piste d'aéroport, qui sont dangereuses pour l'environnement.
- L'impôt sur l'émission de gaz et de particules dans l'atmosphère produite par l'industrie taxe les émissions d'oxyde d'azote, de dioxyde de soufre, de particules en suspension et de carbone organique par les activités industrielles.
- L'impôt sur la production d'énergie électrique d'origine nucléaire taxe l'électricité produite par les centrales nucléaires, en raison des effets et des dommages éventuels pour l'environnement de cette activité.

Les trois impôts envisagés visent principalement de grandes entreprises, qui mènent des actions de lobbying pour tenter d'empêcher leur création. Dans le secteur de l'aviation commerciale, le projet rencontre l'opposition des compagnies aériennes concernées, principalement les grandes compagnies qui desservent l'aéroport international d'El Prat de Llobregat. Les représentants de la compagnie Ryanair qualifient le projet de taxation des émissions polluantes de « stupide, discriminatoire et illogique ». Dans le secteur de l'industrie, la fiscalité environnementale contrarie notamment les intérêts des compagnies pétrolières, comme Repsol, et des sociétés cimentières, comme Cementos Molins, qui sont parmi les premières responsables des émissions visées par l'impôt. Dans le secteur de l'énergie nucléaire, les deux opérateurs de centrales nucléaires en Catalogne, Endesa et Iberdrola, menacent de contester le projet devant les tribunaux.
Le projet de loi sur les impôts environnementaux est adopté par le gouvernement le 11 février 2014. Il présente quelques modifications par rapport à l'avant-projet publié deux mois plus tôt : l'impôt sur l'aviation commerciale exclut de son champ les « situations exceptionnelles » ; l'impôt sur la production d'électricité nucléaire remplace la taxe de protection civile sur les centrales nucléaires, qui est supprimée ; enfin, une réduction de 10 % de l'impôt sur les émissions polluantes de l'industrie est accordée aux entreprises qui investissent pour réduire la pollution atmosphérique. Selon les estimations du gouvernement, les recettes annuelles attendues sont de 3,9 millions d'euros pour l'impôt sur les émissions de l'aviation commerciale, de 2,1 millions d'euros pour l'impôt sur les émissions de l'industrie, et de 43,2 millions d'euros pour l'impôt sur la production d'électricité nucléaire.

### Adoption par le Parlement
Le projet de loi est débattu par le Parlement de Catalogne le 9 avril 2014, où seul le Parti populaire catalan (PPC) s'y oppose. Le même jour, le Parlement rejette une proposition de loi concurrente déposée par Iniciativa per Catalunya Verds - Esquerra Unida i Alternativa (ICV-EUiA) qui visait à créer d'autres impôts environnementaux.
Le projet de loi est soumis à l'examen au Consell de Garanties Estatutàries, qui rend en août 2014 un avis négatif sur l'impôt sur la production d'énergie électrique d'origine nucléaire. Il estime que cet impôt est contraire à la Constitution car il crée une double imposition interdite par la loi organique sur le financement des communautés autonomes (ca) (LOFCA). En effet, la production d'électricité nucléaire est également taxée par l'État espagnol, et la finalité écologique du nouvel impôt envisagé n'est pas suffisamment affirmée pour le différencier de l'impôt étatique. Le gouvernement décide de maintenir son projet, en l'amendant pour le rendre conforme à la Constitution : au lieu de taxer la production d'électricité par les centrales nucléaires, le nouvel impôt portera sur l'utilisation de combustible nucléaire pour produire cette électricité.
La loi sur les impôts environnementaux est adoptée par le Parlement le 1er octobre 2014 avec 70 voix pour de la majorité parlementaire, Convergence et Union (CiU) et Esquerra Republicana de Catalunya (ERC), 19 voix contre du Parti populaire catalan (PPC), et 44 abstentions des autres partis d'opposition : le Parti des socialistes de Catalogne (PSC), Iniciativa per Catalunya Verds - Esquerra Unida i Alternativa (ICV-EUiA), Ciutadans (C's) et la Candidature d'unité populaire (CUP),.

## Contenu
La loi sur les impôts environnementaux est promulguée le 10 octobre, publiée le 17 octobre, et entre en vigueur le 1er novembre 2014.

### Impôt sur l'émission d'oxyde d'azote dans l'atmosphère produite par l'aviation commerciale
Le chapitre I de la loi régit l'impôt sur l'émission d'oxyde d'azote dans l'atmosphère produite par l'aviation commerciale. Il taxe les émissions d'oxyde d'azote par les aéronefs qui effectuent des vols commerciaux de transport de passagers lors de leur décollage, leur atterrissage et leur circulation sur la piste, en raison des risques pour l'environnement causés par ces rejets dans l'atmosphère. Sont exemptés de l'impôt les appareils médicalisés, les hélicoptères destinés au transport de patients, et les vols consacrés aux services publics comme la supervision du trafic routier, la cartographie et la lutte contre les incendies. L'assiette de l'impôt est constituée par la quantité d'oxyde d'azote émise lors du cycle Landing Take-Off (LTO), c'est-à-dire le décollage et l'atterrissage de l'aéronef. Le taux normal de l'impôt est de 3 euros par kilogramme d'oxyde d'azote, et le taux réduit d'1,5 euro par kilogramme.

### Impôt sur l'émission de gaz et de particules dans l'atmosphère produite par l'industrie
Le chapitre II de la loi régit l'impôt sur l'émission de gaz et de particules dans l'atmosphère produite par l'industrie.
Quatre types d'émissions sont taxées :
- les émissions d'oxyde d'azote supérieures à 100 tonnes annuelles, au taux de 75 euros par tonne ;
- les émissions de dioxyde de soufre supérieures à 150 tonnes annuelles, au taux de 45 euros par tonne ;
- les émissions de particules en suspension supérieures à 50 tonnes annuelles, au taux de 60 euros par tonne ;
- les émissions de carbone organique supérieures à 150 tonnes annuelles, au taux de 45 euros par tonne.

Sont exemptées de l'impôt :
- les émissions produites par des chaudières à combustibles conventionnels dont la puissance est inférieure à 2,3 mégawatts thermiques ;
- les émissions produites par des installations de cogénération dont la puissance est inférieure à 20 mégawatts thermiques et qui utilisent du gaz naturel ou du biogaz avec la même teneur en soufre que le gaz naturel.

Des réductions d'impôt sont accordées par la loi :
- de 50 % pour les installations qui utilisent du gaz naturel ou du biogaz avec la même teneur en soufre que le gaz naturel ;
- de 10 % de la valeur des investissements dans l'amélioration de la qualité atmosphérique des installations, dans la limite de 15 % du montant total de l'impôt.

L'impôt est recouvré par l'Agence tributaire de Catalogne (ATC). Les recettes sont destinées à financer le Fonds pour la protection de l'air, le Programme de surveillance et de contrôle de l'air, et des mesures compensatoires à la pollution de l'air.

### Impôt sur la production d'énergie électrique d'origine nucléaire
Le chapitre III de la loi régit l'impôt sur la production d'énergie électrique d'origine nucléaire. Il taxe la quantité de combustible nucléaire utilisée pour la production d'électricité par les centrales nucléaires, en raison des risques de cette activité pour l'environnement. La loi fixe les règles de calcul de l'impôt. Ses recettes sont destinées à financer des actions de protection civile, pour diminuer et contrôler les risques causés par l'activité des centrales nucléaires, et à la création d'un fonds pour le développement économique des territoires affectés par les centrales nucléaires.

## Application
Le gouvernement prend le 4 août 2015 le décret d'application de la loi sur les impôts environnementaux, qui définit le règlement d'application des trois impôts créés. Il prévoit notamment les modalités du recouvrement :
- l'impôt sur l'émission d'oxyde d'azote dans l'atmosphère produite par l'aviation commerciale doit être payé par les contribuables entre le 1er et le 20 février pour l'année précédente ;
- l'impôt sur l'émission de gaz et de particules dans l'atmosphère produite par l'industrie doit être payé par les contribuables entre le 1er et le 20 avril pour l'année précédente ;
- l'impôt sur la production d'énergie électrique d'origine nucléaire est payé par les contribuables selon un système d'acomptes, en avril, juillet et octobre de chaque année.

L'impôt sur les émissions de l'aviation commerciale fait l'objet d'un premier recouvrement de 714 644 euros en février 2016. Le gouvernement prévoit des recettes totales de 3,93 millions d'euros la même année.
L'impôt sur les émissions de gaz et de particules par l'industrie rapporte 100 000 euros à la Généralité au titre de la fin de l'année 2014. Le gouvernement prévoit des recettes de 500 000 euros en 2015 et 1,6 million d'euros en 2016.
L'impôt sur la production d'électricité nucléaire rapporte 30 millions d'euros en 2015, qui correspondent aux deux derniers mois de l'année 2014 et aux deux premiers trimestres de 2015. Les recettes sont inférieures aux prévisions, car l'impôt a été suspendu par le Tribunal constitutionnel pendant plusieurs mois et n'était donc pas en vigueur entre juillet et décembre. Après la levée de la suspension, le gouvernement prévoit de recouvrer 50 millions d'euros par an grâce à cet impôt, dont 10 % seront consacrés à un fonds pour le développement économique des municipalités situées à proximité des centrales nucléaires.
Au total, la loi sur les impôts environnementaux a permis à la Catalogne de progresser dans le domaine de la fiscalité environnementale. Il reste des insuffisances importantes, mais certaines ne relèvent pas de la compétence de la Généralité, comme la taxation des carburants utilisés par l'aviation.

## Annulation partielle
En juillet 2015, le gouvernement espagnol conteste l'impôt sur la production d'électricité nucléaire devant le Tribunal constitutionnel. Il affirme qu'il existe une double imposition entre celui-ci et l'impôt espagnol sur le combustible nucléaire et les résidus radioactifs résultant de la génération d'électricité nucléaire. Une partie de ce dernier taxe l'utilisation de combustible nucléaire pour la production d'électricité. Le Tribunal constitutionnel admet le recours et suspend provisoirement les articles 1.1c et 21 à 30 de la loi sur les impôts environnementaux, qui régissent l'impôt sur la production d'énergie électrique d'origine nucléaire, la semaine suivante.
Parallèlement, les entreprises affectées par l'impôt sur la production d'énergie électrique d'origine nucléaire attaquent également celui-ci devant les tribunaux. Les deux opérateurs des centrales nucléaires en Catalogne, Endesa et Iberdrola, et la représentante du patronat de l'industrie électrique, Unesa, attaquent le décret fixant le règlement d'application de l'impôt devant le Tribunal supérieur de justice de Catalogne (TSJC) en octobre 2015.
Le Tribunal constitutionnel lève la suspension de la loi sur les impôts environnementaux en décembre 2015. Il estime qu'en raison du faible nombre de contribuables de l'impôt, son maintien en vigueur pendant l'examen du recours ne cause pas de préjudice grave et irréparable. En revanche, la suspension de la loi génère un préjudice grave pour les finances publiques de la Généralité, de 43,1 millions d'euros par an. La levée de la suspension permet à la Généralité de recouvrer l'impôt sur la production d'énergie électrique d'origine nucléaire à partir de cette date.
Dans une décision du 14 avril 2016, le Tribunal constitutionnel annule définitivement l'impôt sur la production d'énergie électrique d'origine nucléaire. Il juge qu'il existe une « coïncidence substantielle » entre cet impôt et l'impôt étatique sur le combustible nucléaire et les déchets radioactifs de l'électricité nucléaire, car dans les deux cas, « le fait imposable est l'utilisation de l'énergie nucléaire pour produire de l'énergie électrique ». Il conclut que l'impôt catalan crée une double imposition de la même activité contraire à la Constitution. La décision est prise avec une opinion divergente de l'un des magistrats.
La décision du Tribunal constitutionnel intervient dans le contexte d'une multiplication des jugements défavorables sur les lois catalanes, notamment en matière fiscale : elle suit l'annulation des mesures de lutte contre la précarité énergétique, de l'interdiction de la fracturation hydraulique, de la taxation des grandes surfaces commerciales et de la taxation des dépôts bancaires. Au total, les impôts catalans annulés par le Tribunal constitutionnel représentent un manque à gagner de 807 millions d'euros par an pour la Généralité. Dans un contexte de tensions politiques, le gouvernement catalan accuse l'État espagnol de pratiquer une obstruction systématique à ses projets par le biais du Tribunal constitutionnel.

## Réformes ultérieures
Le nouveau gouvernement de Carles Puigdemont, investi en janvier 2016, souhaite poursuivre le développement de la fiscalité écologique, dans un double objectif budgétaire et environnemental.

### Réforme de l'impôt sur l'émission d'oxyde d'azote dans l'atmosphère produite par l'aviation commerciale
L'impôt sur l'émission d'oxyde d'azote dans l'atmosphère produite par l'aviation commerciale est remis en question par la Comisión Nacional de los Mercados y la Competencia (es) (CNMC) espagnole : dans un rapport d'avril 2015, elle estime que cet impôt produit des distorsions de marché et pourrait être considéré comme une aide d'État par le droit de l'Union européenne. Selon la CNMC, il comporte plusieurs défauts : il taxe le transport aérien de passagers, mais pas le transport de marchandises ; il offre un taux réduit aux vols extracommunautaires et aux avions en transit ; enfin, seuls les 20 000 vols par an et par aéroport sont taxés, ce qui avantage les compagnies les mieux établies, qui ne paient pas davantage d'impôt lorsqu'elles dépassent ce seuil.
Le nouveau gouvernement souhaite modifier l'impôt sur les émissions de l'aviation commerciale pour le mettre en conformité avec le droit de l'Union européenne. La réforme est prévue dans le projet de loi d'accompagnement du budget 2016, mais le rejet du projet de budget par le Parlement en juin 2016 contraint le gouvernement à retirer son projet,.
La loi de modifications urgentes en matière fiscale de novembre 2016 modifie la loi sur les impôts environnementaux pour réformer l'impôt sur les émissions de l'aviation commerciale. Elle étend l'impôt au transport aérien de marchandises, en plus du transport de passagers. Elle supprime la limite de 20 000 vols annuels imposables. Enfin, elle remplace les deux taux par un taux unique de 2,5 euros par kilogramme d'oxyde d'azote émis.

### Rétablissement de l'impôt sur la production d'énergie électrique d'origine nucléaire
Le nouveau gouvernement indépendantiste souhaite recréer les impôts catalans instaurés par le gouvernement précédent qui ont été annulés par le Tribunal constitutionnel, pour affirmer la souveraineté de la Catalogne et appliquer son programme politique. Le secrétaire à la fiscalité, Lluís Salvadó, est chargé de préparer un nouvel impôt sur les centrales nucléaires, qui doit remplacer celui qui a été annulé par le  Tribunal constitutionnel en avril 2016.
Le gouvernement tente d'abord de rétablir la taxe de protection civile sur les centrales nucléaires, que l'impôt annulé par le Tribunal constitutionnel devait remplacer. Cette réforme est incluse dans le projet de loi d'accompagnement du budget 2016, mais le rejet du budget par le Parlement contraint le gouvernement à retirer son projet,.
Le gouvernement présente le rapport préliminaire d'un nouveau projet de loi en août 2016, qui vise à créer un impôt sur la production, la manipulation, le transport, le stockage et l'émission de déchets radiotoxiques. En taxant le risque pour l'environnement causé par ces déchets plutôt que la production d'électricité, le nouvel impôt doit affirmer sa finalité écologique, de manière à se distinguer des prélèvements créés par l'État espagnol et échapper à l'accusation de double imposition. Il doit rapporter 40 millions d'euros par an à la Généralité, qui seront en grande partie alloués aux territoires où sont situés les centrales nucléaires.